# Het kabouterreservaat
Het kabouterreservaat (Engelse titel: The goblin reservation) is een sciencefiction-roman uit 1968 van de Amerikaanse schrijver Clifford D. Simak. Het origineel werd uitgebracht door uitgeverij Putnam in New York. Het origineel werd genomineerd voor een Hugo Award. Delen ervan waren al te lezen in het tijdschrift Galaxy Science Fiction. De Nederlandse versie werd in 1973 uitgegeven door Uitgeverij Het Spectrum in de Prisma Pocketsreeks onder catalogusnummer 1559 tegen een kostprijs van 3,00 gulden. Het maakt geen melding van de nominatie.
Kabouters en trollen gesteund door de sabeltandtijger Sylvester en de wielwezens (geen benen maar wielen) strijden om een artefact uit vervlogen tijden. Zij willen het artefact gebruiken om toegang te krijgen tot de kristallen wereld, waarop vijf miljard jaar aan geschiedenis opgeslagen ligt. Het artefact blijkt na grondig onderzoek een levend wezen te zijn, dat zich eeuwen stil hield.
In het boek heeft William Shakespeare een cameo. Via het tijdreizen wordt hij in staat gesteld uit te leggen waarom hij al die sonnetten en toneelstukken niet geschreven heeft.